# Gmina Osiecznica
Die Gmina Osiecznica [ɔɕɛˈt͡ʃɲit͡sa] ist eine Landgemeinde im Powiat Bolesławiecki der Woiwodschaft Niederschlesien in Polen. Ihr Verwaltungssitz ist das gleichnamige Dorf (deutsch: Wehrau) mit etwa 1250 Einwohnern.
Die Gemeinde ist Mitglied der Euroregion Neiße und hat etwa 7400 Einwohner.

## Geographie

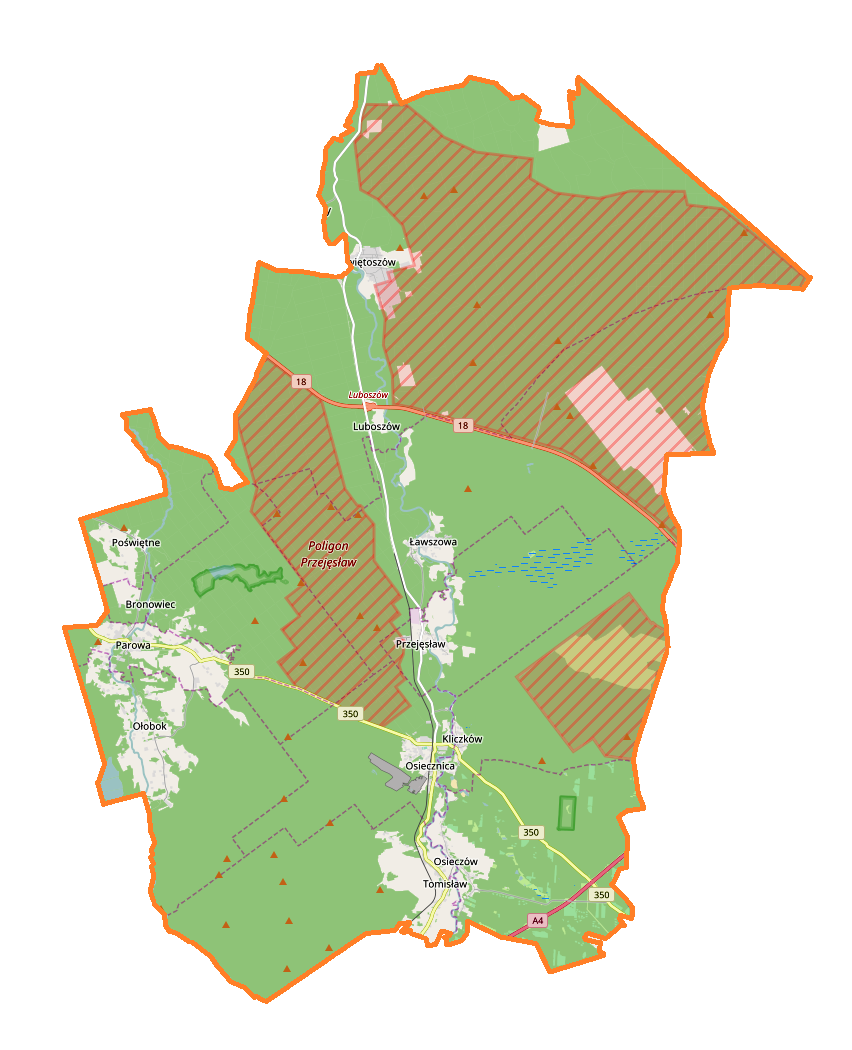
Karte der Gemeinde

Die Gemeinde liegt im Nordwesten der Woiwodschaft und grenzt dort an die Woiwodschaft Lebus. Breslau liegt etwa 100 Kilometer, die Kreisstadt Bolesławiec (Bunzlau) vier Kilometer südöstlich. Nachbargemeinden sind Bolesławiec im Osten, Nowogrodziec im Süden, Węgliniec im Westen und in der Woiwodschaft Lebus Iłowa sowie Żagań im Nordwesten und Małomice sowie Szprotawa im Norden. Das Gebiet gehört zur Oberlausitz. Wichtigstes Gewässer ist die Kwisa (der Queis).
Große Teile des Gemeindegebiets sind Truppenübungsplatz, im Norden ein Teil des militärischen Ausbildungszentrums Żagań (Ośrodek Szkolenia Poligonowego Wojsk Lądowych Żagań), der ehemalige Truppenübungsplatz Neuhammer und südwestlich davon das Polygon Przejęsław. Świętoszów (Neuhammer a. Queis) ist Standort polnischer und amerikanischer Einheiten.

## Geschichte
Die Landgemeinde wurde 1973 aus Gromadas wieder gebildet. Ihr Gebiet kam 1975 von der Woiwodschaft Breslau zur Woiwodschaft Jelenia Góra, der Powiat wurde aufgelöst. Zum 1. Januar 1999 kam die Gemeinde zur Woiwodschaft Niederschlesien und zum wieder errichteten Powiat Bolesławiecki.

## Partnerschaften
Gemeindepartnerschaften bestehen mit Doberschau-Gaußig in Sachsen und Zlatá Olešnice (Goldenöls) in Tschechien.

## Gliederung
Zur Landgemeinde Osiecznica gehören acht Schulzenämter mit den Ortschaften:
- Ławszowa (Lorenzdorf)
- Ołobok (Mühlbock)
- Osiecznica-Kliczków (Wehrau und Klitschdorf)
- Osieczów (Aschitzau)
- Parowa (Tiefenfurt)
- Przejęsław (Prinzdorf)
- Świętoszów (Neuhammer a. Queis)
- Tomisław (Thommendorf)

Kleinere Dörfer sind Bronowiec und Poświętne (Heiligensee). Weiler sind Leśny Dwór und Luboszów (Lipschau-Dohms).

## Verkehr
Die Autobahn A18 quert das Gemeindegebiet von West nach Ost, die Autobahn A4 berührt den Süden des Gebiets. Durch Osiecznica verläuft die Woiwodschaftsstraße DW350, dort zweigt die DW357 nach Süden ab.
Der nächste internationale Flughafen ist Breslau.

## Sehenswürdigkeiten
Die in der Denkmalliste des Narodowy Instytut Dziedzictwa (Nationalinstitut für Kulturerbe) verzeichneten Kulturdenkmale sind in der Liste der Kulturdenkmale in der Gmina Osiecznica aufgeführt.
- Schloss Kliczków (Schloss Klitschdorf)

## Persönlichkeiten
- Otto Hermann Hampel (1897–1943), Arbeiter und Widerstandskämpfer gegen den Nationalsozialismus; geboren in Mühlbock
- Marja Młynkowa (1934–1971), sorbische Schriftstellerin und Literaturkritikerin; geboren in Thommendorf
- Edgar Rabsch (1928–1990), Organist und Komponist; geboren in Tiefenfurt
- Friedrich zu Solms-Baruth (1886–1951), deutscher Widerstandskämpfer und Standesherr; geboren auf Schloss Klitschdorf.